# 梅里奇萊里

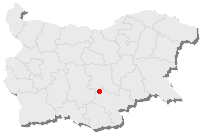

梅里奇萊里是保加利亞的城鎮，位於該國南部馬里查河畔，毗鄰奇爾潘，由哈斯科沃州負責管轄，面積46.22平方公里，海拔高度150米，2010年人口1,908。

## 外部連結
- Official Tourism Portal of Bulgaria:  Merichleri — with slideshow & language options.

42°08′N 25°30′E / 42.133°N 25.500°E